# Michele Lanzetta
Michele Lanzetta (Monte Sant'Angelo, 10 gennaio 1896 – 20 novembre 1974) è stato un politico italiano, esponente del Partito Socialista Italiano in Puglia, venne eletto nella I legislatura al Senato.